# Kryzys zadłużenia w Grecji
Kryzys zadłużenia w Grecji – kryzys finansowy będący częścią globalnego kryzysu finansowego, spowodowany złą kondycją greckiej gospodarki oraz utratą zaufania do greckiego rządu w wyniku przekazywania nieprawidłowych danych makroekonomicznych do unijnych instytucji w celu wypełniania kryteriów konwergencji.

## Tło i geneza
Geneza kryzysu finansowego w Grecji jest złożona i sięga lat 70./80. XX wieku i to być może w tych latach należy się doszukiwać podstaw kryzysu. Podporządkowanie decyzji dotyczących gospodarki krótkotrwałym decyzjom politycznym w latach 80. w okolicach wyborów oraz rozbudowane plany inwestycyjne po zakończeniu dyktatury wojskowej spowodowały wzrost nierównowagi w sferze finansów publicznych. Grecki dług publiczny w momencie przystępowania Grecji do Unii Europejskiej wynosił około 25% PKB, 15 lat później było to już ponad 110% PKB. Tym samym same objawy pogarszającego się stanu greckiej gospodarki można było już dostrzec przed przystąpieniem Grecji do Unii Gospodarczej i Walutowej. Samo przyjęcie euro choć mogło działać stymulująco (w wyniku działań mających na celu spełnienie kryteriów konwergencji) pogłębiło ostatecznie problemy gospodarcze Grecji.
Niezbędne jest tym samym wskazanie obszarów, które wpłynęły na stan greckiej gospodarki w 2010 roku i doprowadziły ostatecznie do pogłębiania stanu nierównowagi gospodarki Grecji. Jednym z takich obszarów było preferencyjne traktowanie przedsiębiorstw państwowych w stosunku do przedsiębiorstw prywatnych. Jako przykład można tu podać wprowadzony nakaz na komercyjne banki dotyczący przekazywania określonej puli funduszy na pokrycie bonów skarbowych. Przepis ten zniesiony w 1993 roku zakładał, że kwota odpowiadająca 40% z 75% środków zgromadzonych na kontach banków jako depozyty musiała być przeznaczona na zakup instrumentów dłużnych Skarbu Państwa. Pozyskane w ten sposób środki były ostatecznie przekazywane jako subsydia dla nierentowych i upadających państwowych przedsiębiorstw, co z kolei doprowadziło do znacznego ograniczenia kredytów dla sektora prywatnego.
Kolejnym z obszarów był rynek pracy obarczony wysokimi kosztami oraz nieproporcjonalnymi zarobkami w odniesieniu do posiadanych umiejętności, co przenosiło się ostatecznie na słabą konkurencyjność greckiej gospodarki. Zastosowana w latach 80. XX wieku indeksacja płac doprowadziła do znaczącego wzrostu płac dla grup osób najmniej zarabiających w Grecji, w efekcie doprowadziło to do sytuacji, w której otrzymywana płaca w znaczącym stopniu nie odpowiadała posiadanym kwalifikacjom, co z kolei spowodowało wzrost bezrobocia w tej właśnie grupie społecznej. Elementy takie jak koszty rotacji, koszty zwolnień, zachęcanie do przejścia na emeryturę tak szybko jak to tylko możliwe zniechęcały pracodawców do jakichkolwiek zmian kadrowych niezależnie od koniunktury w danym sektorze gospodarki.
Uwagi wymaga również system ubezpieczeń społecznych, który składał się z blisko 300 niezależnych funduszy, posiadających przy tym własne zasady dotyczące m.in. pobierania składek czy wypłacania emerytur. Tak duża liczba funduszy powodowała, że 1% aktywnych zawodowo Greków zatrudniona była przez owe fundusze, generując przy tym znaczne koszty samego ich funkcjonowania. Ponadto bardzo często wpłacane składki nie odpowiadały ostatecznie otrzymywanym emeryturom, które były z kolei stosunkowo wysokie przy stosunkowo łatwych zasadach ich przyznawania (nawet po 13,5 roku pracy). Jednocześnie zobowiązania funduszy, które ogłosiły bankructwo przejmował grecki rząd. Wady systemu ubezpieczeń społecznych i rozbudowane regulacje podatkowe doprowadziły do znacznego zwiększenia liczby małych przedsiębiorstw, którym w porównaniu do dużych przedsiębiorstw o wiele trudniej o środki na rozwój działalności. Warto przy tym dodać, że opisywany system funduszy emerytalnych powstał w latach 50. XX wieku (w latach 80. zmieniono zasady funkcjonowania). W latach 90. podjęto próby reformowania systemu emerytalnego, jednak w dalszym ciągu był on mało efektywny. Przykładem obrazującym ten fakt jest wyliczanie emerytur pracownikom z sektora publicznego na podstawie wielkości wynagrodzenia z ich ostatniego miesiąca pracy, co zachęcało do manipulacji.

### Przystąpienie do strefy euro
Każdy kraj starający się o pełne uczestnictwo w Unii Gospodarczej i Walutowej był zmuszony do wypełniania kryteriów z Maastricht. Nie inaczej było w przypadku Grecji, która musiała wypełnić cztery główne kryteria konwergencji, tj.: stabilności cen, sytuacji fiskalnej, kursu walutowego oraz stopy procentowej. Jednocześnie kryteria nie wymagały bezwzględnej realizacji danych referencyjnych, np. kryterium sytuacji fiskalnej wymagało m.in., żeby dług publiczny nie przekraczał 60% PKB, jednak jeśli dług ten był wyższy, musi on wykazywać przynajmniej tendencję spadkową. Grecja rozpoczęła starania o spełnienie kryteriów przyjęciem w grudniu 1992 roku programu konwergencji na lata 1993–1998 (w grudniu 1994 przedstawiono poprawiony program na lata 1994–1999), była to jednocześnie szansa dla greckiej gospodarki na wprowadzenie systemowych rozwiązań poprawiających realnie stan gospodarki. Zadanie to nie było łatwe, w 1990 roku deficyt dla sektora instytucji rządowych i samorządowych wyniósł 15,9% PKB, natomiast dług publiczny Grecji blisko 90% PKB, 3 lata później przekroczył 110% PKB, by w 1996 roku wynieść 111,3% PKB. Stopy procentowe oraz inflacja również przekraczały poziomy referencyjne. Do 1994 roku stopy procentowe przekraczały 20%, natomiast inflacja w okresie od lutego 1997 roku do stycznia 1998 wynosiła 5,4%. Dane te znacząco wykraczały poza wartości referencyjne poszczególnych kryteriów.
Grecki rząd, m.in. poprzez działania takie jak zmiany w systemie podatkowym, restrykcyjną politykę monetarną, zmniejszenie podaży kredytów itd., starał się wypełnić kryteria. Działania te zaczęły przynosić efekty, przynajmniej według danych przekazywanych przez grecki rząd: dług publiczny w 1997 roku wyniósł 108,7% PKB natomiast w 1999 roku 105,1% PKB (znacznie powyżej wartości referencyjnej wynoszącej 60%, wykazując niemniej tendencję spadkową); inflacja w okresie od kwietnia 1999 roku do marca 2000 roku wyniosła 2% (wartość referencyjna 2,4%); długookresowa stopa procentowa w okresie od kwietnia 1999 roku do marca 2000 roku wyniosła 6,4% (wartość referencyjna 7,2%). Największa zmiana nastąpiła w deficycie dla sektora instytucji rządowych i samorządowych, który w 1999 roku wyniósł mniej niż 2%. Przed pierwszym wprowadzeniem euro w formie transakcji bezgotówkowych (1 stycznia 1999 roku) Grecja nie spełniała żadnego z kryteriów, niemniej dane przedstawione w raporcie konwergencji w 2000 roku pozwoliły na pozytywną jego ocenę przez Radę Unii Europejskiej i ostatecznie na zgodę Europejskiego Banku Centralnego na wprowadzenie wspólnej waluty w Grecji od 1 stycznia 2001 roku do transakcji bezgotówkowych i od 1 stycznia 2002 roku razem z pozostałymi 11 państwami dla transakcji gotówkowych.
Jak się jednak potem okazało, działania prowadzone przez grecki rząd miały głównie charakter krótkotrwały mający na celu wypełnienie kryteriów konwergencji (do tego realizowane były w zasadzie wyłącznie w trakcie trwania kontroli przez instytucje unijne) i co być może ważniejsze spełnienie kryteriów konwergencji oparte było na błędnych danych. W 2004 roku przeprowadzona rewizja greckich danych ujawniła, że dane dotyczące długu instytucji rządowych i samorządowych znacząco przekraczały referencyjny próg 3%, natomiast wartość inflacji była powyżej wartości referencyjnych już od października 2000 i utrzymywała się powyżej tego współczynnika do 2009 roku. Grecy nie wprowadzili też zmian w rozbudowanym systemie socjalnym oraz nie zmniejszyli dostatecznie wydatków na wynagrodzenia w sektorze publicznym. Mimo zmian w pierwszej połowie lat 90. dotyczących wynagrodzeń w sektorze publicznym, w dalszym ciągu negatywnie wpływały one na grecką gospodarkę. Posiadanie pracy w sektorze publicznym było do tego stopnia atrakcyjne, że kandydaci byli w stanie czekać wiele lat bez pracy na  wakat w sektorze publicznym. Wynagrodzenie to odpowiednio w 2000 oraz 2007 roku wynosiło 22,4% i 26,2% wszystkich wydatków budżetowych przy zatrudnieniu wynoszącym 11% aktywnych zawodowo Greków, przy czym wydatki w sektorze instytucji rządowych i samorządowych w dalszym ciągu to głównie transfery socjalne oraz wynagrodzenia. Poniżej dane dotyczące deficytu w sektorze instytucji rządowych i samorządowych (wykres g.g., z ang. general government) oraz długu publicznego w okresie 1990–2002:
Kolejna rewizja greckich danych makroekonomicznych w 2009 roku w wyniku kryzysu światowego ukazała skalę problemów greckiej gospodarki, dane dotyczące deficytu sektora instytucji rządowych i samorządowych zrewidowano z 3,7% do 12,7% w 2009 roku, ostatecznie deficyt ten wyniósł 13,6%. Przekazywanie błędnych danych przez grecki rząd do Eurostatu było głównym czynnikiem decydującym o spadku zaufania uczestników rynków finansowych w stosunku do Grecji. Dane te do tej pory przysłaniał częściowo dobry – w porównaniu do krajów w strefie euro – wzrost gospodarczy.

## Przebieg

### Utrata zaufania
Jednocześnie rewizja danych spowodowała, że agencje ratingowe obniżyły rating kredytowy Grecji, w listopadzie 2009 roku agencja ratingowa Fitch zapoczątkowała ten proces, obniżając rating Grecji do A-. W ślad za nią poszły agencje S&P Global Ratings (obniżka z A- do BBB+) oraz Moody’s (obniżka z A1 na A2). Obniżenie ratingu spowodowało uznanie obligacji greckich za tzw. obligacje śmieciowe, co spowodowało, że wypadły one z obszaru zainteresowania podmiotów, których obowiązują restrykcje dotyczące inwestowania w aktywa posiadające niską ocenę ratingową. Spowodowało to jednocześnie nagły wzrost rentowności obligacji – oprocentowanie 5-letnich obligacji wzrosło na początku 2010 roku do 14% wskazując wyraźnie jakie ryzyko niesie ze sobą zakup tych instrumentów dłużnych, co miało swoje odzwierciedlenie w wartości credit default swap. Poniżej wykres oprocentowania 10-letnich greckich obligacji w latach 2009–2012 (miesięczny interwał czasowy):
Wytworzył się efekt kuli śnieżnej, spadające ratingi oprócz utraty zaufania do samej Grecji spowodowały niestabilność sektora bankowego, który musiał borykać się teraz z kilkoma dodatkowymi problemami. Utrata zaufania do banków wywołała wycofywanie depozytów przez samych Greków oraz zewnętrzne instytucje. Dodatkowo ograniczenia w wykorzystywaniu instrumentów dłużnych Grecji uniemożliwiały wykorzystywanie greckich obligacji jako zabezpieczenia w transakcjach rynku pieniężnego i nawet decyzja Europejskiego Banku Centralnego dotycząca akceptacji tych obligacji bez względu na rating niewiele zmieniała. Oprócz tego 80% zobowiązań greckiego rządu wobec rodzimych banków to właśnie obligacje, dla których wzrost oprocentowania oznaczał jednocześnie spadek ich ceny, co z kolei generowało stratę w sektorze bankowym w przypadku sprzedaży obligacji.

### Scenariusze dla Grecji
Sytuacja w Grecji wymagała natychmiastowej reakcji unijnych instytucji. Należy wymienić trzy główne możliwości rozwiązania kryzysu zadłużenia: pozwolenie na bankructwo Grecji, wykluczenie jej ze strefy wspólnej waluty oraz udzielenie Grecji pomocy finansowej.

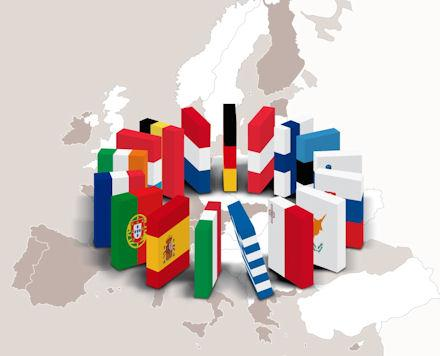
Grafika sugerująca, że „Grexit” wywoła „efekt domina”

Dopuszczenie do bankructwa Grecji doprowadziłoby prawdopodobnie do jeszcze większej utraty zaufania i znacznego ograniczenia udziału globalnych inwestorów na rynku greckim, to z kolei spowodowałoby przeniesienie kryzysu na inne państwa należące do strefy euro („ucieczka” inwestorów), w szczególności na kraje o ryzyku wystąpienia podobnej sytuacji, wśród których można wymienić Irlandię, Portugalię i Hiszpanię. Jednocześnie podmioty posiadające greckie obligacje w wyniku drastycznego spadku ich ceny narażone byłyby nawet na upadłość. Co jednak najważniejsze, na koniec 2009 roku 62% zaangażowania (z czego 16% w instytucjach publicznych) międzynarodowych banków (głównie niemieckich i francuskich) dotyczyło Hiszpanii, Portugalii, Irlandii oraz Grecji, czyli krajów najbardziej narażonych na destabilizację sektora finansowego. Można tym samym wyciągnąć wniosek, że dopuszczenie do bankructwa Grecji doprowadziłoby do destabilizacji sektora finansowego w całej strefie euro z trudnymi do określenia konsekwencjami.
Wykluczenie Grecji ze strefy euro niosło ze sobą kilka poważnych wyzwań, począwszy od przeniesienia działań decyzyjnych z poziomu Europejskiego Banku Centralnego do centralnego banku Grecji, zwrotu wniesionego kapitału do Europejskiego Banku Centralnego i co najistotniejsze ustalenia i wdrożenia nowej/starej waluty. Dywagacje jednak dotyczące planów wystąpienia Grecji ze strefy euro ucinają zapisy traktatu lizbońskiego, który wyklucza wyjście kraju z Unii Gospodarczej i Walutowej bez jednoczesnego opuszczenia Unii Europejskiej, a to ostatnie możliwe jest wyłącznie na wniosek państwa członkowskiego. Jednocześnie na początku 2010 roku rzeczniczka Komisji Europejskiej ds. gospodarczych i finansowych uznała taki scenariusz za nierealistyczny.
Pomoc finansowa innych państw strefy euro również została znacznie ograniczona w Traktacie o Unii Europejskiej, zabezpieczając tym samym poszczególne państwa przed spłatą swoich wzajemnych długów. Niemniej w Traktacie o funkcjonowaniu Unii Europejskiej w art. 122.2 jest napisane:

W przypadku gdy Państwo Członkowskie ma trudności lub jest istotnie zagrożone poważnymi trudnościami z racji klęsk żywiołowych lub nadzwyczajnych okoliczności pozostających poza jego kontrolą, Rada, na wniosek Komisji, może przyznać danemu Państwu Członkowskiemu, pod pewnymi warunkami, pomoc finansową Unii. Przewodniczący Rady informuje Parlament Europejski o podjętej decyzji.

Zapis ten umożliwił tym samym uchwalenie funduszu stabilizacyjnego dla Grecji w ramach wystąpienia nadzwyczajnych okoliczności pozostających poza kontrolą tego państwa.

### Działania naprawcze
Przeciwdziałając rozszerzeniu kryzysu na inne kraje należące do unii walutowej, Międzynarodowy Fundusz Walutowy i instytucje Unii Europejskiej sporządziły projekt działań, które miałaby zrealizować Grecja, aby otrzymać pożyczki pomocowe od Unii Europejskiej oraz Międzynarodowego Funduszu Walutowego. Zaprezentowano także program reform, których zadaniem miałoby być zwiększenie pozycji konkurencyjnej gospodarki greckiej, jak również zrównoważanie finansów publicznych. W maju 2010 Grecja otrzymała pomoc w wysokości 110 miliardów euro od Unii Europejskiej oraz Międzynarodowego Funduszu Walutowego i zobowiązała się do przeprowadzenia reform pod ich nadzorem. 22 lipca 2011 Unia Europejska obiecała Grecji następny pakiet pomocowy w wysokości 130 miliardów euro oraz redukcję jej zadłużenia. W zamian za pomoc grecki rząd zobowiązał się do zrealizowania szeregu warunków, dotyczących m.in. redukcji zatrudnienia w sektorze publicznym, zmniejszenia emerytur przekraczających tysiąc euro o 20%, zmniejszenie z 8 do 5 tysięcy euro progu, do którego Grecy nie płacili podatków.

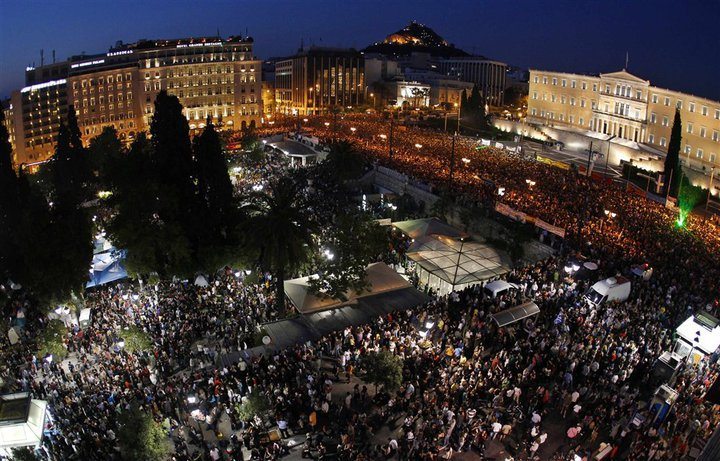
100-tysięczna demonstracja w Atenach, maj 2011 rok

W lipcu 2011 greckie banki podjęły decyzję o redukcji długu Grecji o 21%. Wdrożenie planu ratunkowego spowodowało zamieszki w wielu greckich miastach. W 2011 r. Grecja odnotowała po raz trzeci spadek PKB – o 6,9%, a bezrobocie wyniosło 21%. W związku z pogarszającą się sytuacją w październiku 2011 r. protestowało prawie 70 tysięcy związkowców. Recesja spowodowała konieczność wynegocjowania kolejnego pakietu pomocowego. W marcu 2012 r. kraj otrzymał kolejną ratę pomocy od krajów strefy euro oraz MFW w wysokości 130 miliardów euro. Pomoc miała być wypłacana do końca 2014 r. Grecja zredukowała także dług wobec prywatnych wierzycieli o 53,5%, wymieniając obligacje skarbowe na nowe i wydłużając okres spłaty z 15 do 30 lat.
W maju oraz czerwcu 2012 r. w Grecji doszło do wyborów parlamentarnych, które wygrała Nowa Demokracja. Majowe wybory były skutkiem decyzji rządu. Nowa Demokracja nie zdołała sformować rządu więc w czerwcu odbyły się kolejne wybory parlamentarne, wygrane przez Nową Demokrację, której jednak nie udało się ustabilizować gospodarki, powstrzymać recesji. W styczniu 2015 władzę objęła lewicowa Syriza, pod przewodnictwem Aleksisa Tsiprasa.
Od 2010 do połowy 2015 roku Grecja otrzymała od Unii Europejskiej pomoc w łącznej wysokości około 240 miliardów euro. Według planu Grecja miała spłacać pożyczki w ratach oraz pozostać pod nadzorem Trojki. Na skutek wdrożenia programu oszczędnościowego w latach 2009–2012 deficyt budżetowy spadł z 16 do 8% produktu krajowego brutto, zaś deficyt pierwotny z 10 do 1%.
Wygaśnięcie programu pomocowego spowodowało, że Grecja nie otrzymała kolejnej transzy pomocy od Międzynarodowego Funduszu Walutowego oraz nie spłaciła w lipcu 2015 raty pożyczki w wysokości 1,6 miliarda dolarów, przez co stała się niewypłacalna. Po ogłoszeniu niewypłacalności ratingi kredytowe Grecji zostały obniżone do poziomu CC. Po nieudanych negocjacjach z UE wprowadzono kontrolę kapitału i Aleksis Tsipras ogłosił na dzień 5 lipca 2015 w referendum w sprawie warunków pomocy dla kraju, w którym większość Greków opowiedziała się przeciwko wynikom rozmów. Po referendum doszło do spotkania przywódców państw Unii Europejskiej, na którym nie doszło do porozumienia.
8 i 9 lipca rząd Aleksisa Tsiprasa zgodził się na przeprowadzenie reform wymaganych przez Unię Europejską. 11 lipca parlament Grecji wyraził zgodę na porozumienie z wierzycielami. W reakcji na oszczędności w Atenach doszło do protestów.
Następnie 12 lipca rząd Grecji przedstawił swoje propozycje. 15 lipca parlament głosami 229 deputowanych (na ogólną liczbę 300) poparł reformy, 64 było przeciwko, a 6 wstrzymało się od głosu. Wśród głosujących przeciwko reformom lub wstrzymujących się od głosu było 38 członków rządzącej lewicowej partii Syriza. Poniżej wykres długu publicznego w latach 2003–2015:
W czerwcu 2018 roku państwa UE porozumiały się w sprawie zakończenia programu pomocowego.